# Copelatus tibialis
Copelatus tibialis är en skalbaggsart som beskrevs av Sharp 1882. Copelatus tibialis ingår i släktet Copelatus och familjen dykare. Inga underarter finns listade i Catalogue of Life.